# 캘럼 스타일스
캘럼 존 스타일스(영어: Callum John Styles, 2000년 3월 28일 ~ )는 EFL 챔피언십 클럽 웨스트브로미치 앨비언에서 뛰고 있는 잉글랜드 출신 헝가리의 축구 선수이다. 잉글랜드에서 태어난 그는 헝가리 국가대표팀에서 뛰고 있다. 다재다능한 선수인 스타일스는 수비형 미드필더, 레프트 윙백, 중앙 미드필더, 공격형 미드필더 또는 레프트 윙어로 배치될 수 있다.

## 구단 경력
스타일스는 번리 아카데미를 통해 발전했지만 전문 계약을 따내지 못하고 16세에 방출되었다.

### 베리
스타일스는 리그 원 클럽 베리에 가입했고 2016년 5월 8일 사우스엔드 유나이티드와의 시즌 마지막 경기에서 프로팀 데뷔 전을 치렀다. 그는 팀이 3-2로 승리하면서 앤서니 더들리와 75분 교체로 들어갔다. 데뷔 전에서 스타일스는 풋볼 리그에 처음으로 등장한 새천년에 태어난 선수가 되었다. 베리는 나중에 스타일스가 데뷔할 때 제대로 등록되지 않았다는 것이 밝혀지면서 3점이 감점되었다.
2017년 2월 21일, 스타일스는 베리와 프로 계약을 맺었고, 2년 반의 계약을 맺었다.

### 반즐리
2018년 8월 6일, 스타일스는 50만 파운드에 리그 원 클럽 반즐리와 계약하여 4년 계약을 맺었지만, 1월 이적 시장까지 임대되어 베리로 복귀했다. 그는 부모 클럽으로 복귀하기 전까지 베리의 모든 대회에 21번 출전했다.
스타일스는 2019년 3월 9일 애크링턴 스탠리와의 경기에서 마마두 티암을 대신해 교체 선수로 반즐리 데뷔 전을 치렀다. 그는 다음 시즌 마지막 날 브렌트퍼드에서 골을 넣어 요크셔 팀이 챔피언십 지위를 유지하도록 도왔다.

## 국가대표팀 경력
비록 잉글랜드에서 태어났지만, 스타일스는 그의 조부모님을 통해 우크라이나와 헝가리 국가대표로 축구를 할 수 있는 자격도 얻었다. 2022년 3월 14일, 스타일스는 세르비아와 북아일랜드와의 경기에 헝가리 국가대표팀에 포함되었다. 2022년 3월 24일, 스타일스는 푸슈카시 아레나에서 열린 세르비아와의 헝가리 국가대표팀 경기에서 데뷔했다. 그는 70분에 솔트 나기와 교체되어 경기장에 들어갔다.
2022년 9월 27일, 이탈리아 국가대표팀과의 2022-23년 UEFA 네이션스리그 A 경기에서 넴제티 스포르트 유권자들의 활약으로 최고점(10점 만점에 7.62점)을 받았다.
2022년 6월 14일, 그는 울버햄프턴의 몰리뉴 스타디움에서 열린 2022-23년 UEFA 네이션스리그 경기에서 헝가리가 잉글랜드를 4-0으로 이겼다.